# 国家团结咨询理事会
国家团结咨询理事会（缩写MKPN，缩写NUCC），另称国民团结咨询理事会，是马来西亚的一个政府组织，于2013年9月11日成立。该次大选表现出民族和宗教两极分化；理事会主席丹斯里三苏丁·奥斯曼和副主席李霖泰认为，如果人民不再通过宗教或种族的眼光看待彼此，就能实现民族团结。